# Tongomayel (département)
Pour les articles homonymes, voir Tongomayel.
Tongomayel est un département et une commune rurale du Burkina Faso, situé dans la province du Soum et la région du Sahel. En 2012 le département comptait 70 372 habitants.

## Villages
Le département compte un village chef-lieu (populations actualisées en 2012 :
- Tongomayel (2 584 habitants)

et 36 autres villages :
- Arbilo (2 035 habitants)
- Béléhédé (4 327 habitants)
- Boudoudi (340 habitants)
- Bouléguégué (2 568 habitants)
- Bouléyanké (792 habitants)
- Bouloboyé (1 646 habitants)
- Débéyel (1 826 habitants)
- Diguel (262 habitants)
- Féto-Dana (458 habitants)
- Filio (3 475 habitants)
- Gankouna (1 409 habitants)
- Gasselkoli (918 habitants)
- Gasselpaté (1 845 habitants)
- Houbaye (1 983 habitants)
- Kadiel (1 965 habitants)
- Kobaoua (3 858 habitants)
- Mamassi-Gaoubilé (337 habitants)
- Mamassirou (736 habitants)
- Maty (1 292 habitants)
- Nérégué (935 habitants)
- Nianguel (681 habitants)
- Pétéldaou (1 537 habitants)
- Piraogo (514 habitants)
- Pouga (347 habitants)
- Saylia (759 habitants)
- Sergoussouma (3 636 habitants)
- Sibé (6 675 habitants)
- Silgadji (4 977 habitants)
- Sona (1 264 habitants)
- Taouremba (5 887 habitants)
- Tiahiguel (709 habitants)
- Tidyalié (1 328 habitants)
- Touronata (2 762 habitants)
- Toutou-Doundougorou (970 habitants)
- Waguessi (790 habitants)
- Woba-Tila (1 945 habitants)